# 内丹術

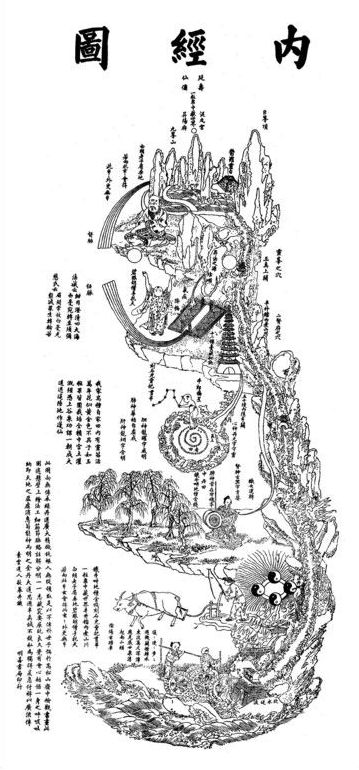
内丹術の修煉過程を象徴的身体として表現した『内経図』（北京・白雲観所蔵）

内丹術（ないたんじゅつ）は、天地万物の構成要素である「気」を養うことで、自己の身中に神秘的な霊薬である「内丹」を作り、身心を変容させて、道（タオ）との合一を目指す、性命を内側から鍛練する中国の伝統的修行体系である。

## 概要
内丹術は、行気・導引・存思・胎息などの伝統的な道教の身体技法に着想を得て、人体に内在する根源的生命力である「気」を凝集・活性化し、身心をあるべき様態に戻そうとする修行体系である。人間は「道」の一部を内包しており、道は日常的身体において気として損なわれる途上にあってその本来性は失われていないとして、修煉を積むことで回復を目指す。
「道」とは「気」を存在させる根源であり理法であり、気は万物を構成する要素とされる。根源としての道は、形而下では気として現われ陰陽五行の運行原理を内在するものとしており、宇宙の万物は気によって構成されて現実に存在できるという世界観が成立する。
内丹術の修煉とは、本来純粋な気を宿して生まれ、生から死への過程で欲望などで損耗しつつある人体の気を「内丹」として再生させ、気としての自己の身心を生成論的過程の逆行、存在論的根源への復帰のコースにのせ、利己たる存在を超えて本来の自己に立ち戻り、天地と同様の永遠性から、ついには道との合一に至るという実践技法である。
修煉の基本原理は、身体を火を起こす炉（かまど）に見立て、丹田を鼎（なべ）とし、意識と呼吸をふいごにして、精・気・神（広義の気）を原料（薬物）として投入することで、内丹を作り出すことにある。修煉理論は、古代から研究されてきた気の養生術を、易経の宇宙論と陰陽五行の複合的シンボリズムと中国医学の身体理論に基づき外丹術の術語を借りて、総合してできあがったものと考えられる。この内丹は、身体を強健にし、生命力を高め、身心に潜在する力を開発し、不老長生、心を統御し、智慧の果を得て、運命を超克することで、道を体現することを可能とする。
中華文化圏において神仙家・道家・医家が密接に関連し影響し合う中で歴史的に形成されてきた、内丹術を中心とする体系的な自己修養の実践と思想の総体を「仙道」「仙学」「仙宗」「丹道」「道家養生学」などと称する。これについて現代日本ではもっぱら「仙道」という呼称が普及している。朝鮮で独自に発展したそれは、当地において「国仙道」と呼ばれている。内丹術は、現代の「気功」の重要な源流の一つとなった。

## 思想概説
内丹術の思想は、道家の哲学を基盤に、古代の神仙思想を取り込み、禅宗と儒家の思想と実践を融合した世界と人間の本性を究め性命を修める現実重視の哲学体系である。
中心概念の「道」は、宇宙と人生の根源的な不滅の真理を指し、道家と儒家で説かれる概念である。『老子』は第一章と第二十五章で、世界の根源である混沌を「道」と呼び、道は天地万物の一切を生みだす霊妙な働きがあるとする。それは「無為自然」で、おのずからそうなるという自然の働きそのものである。第十四章で、道は姿や形はなく目で視ることも聴くこともできないとされる。第一章で、人は無欲であれば道の霊妙な真実を観ることができるが、欲望に囚われていればその表面的な現象を知るだけにとどまるという。第二十五章は、人間も万物と同じく道である自然の運行に法（のっと）り従うことを説いている。『荘子』は「知北遊篇」の東郭子で、真実在としての「道」はこの眼前の世界を離れて在るのではなく、万物は道を含み「万物は道のあらわれ」であると説き、道はこの現実世界にこそ在ると示す。「齊物論篇」は、人為による二元的判断を捨て去ってありのままの真実を観れば、人間を含む一切の万物は齊（ひと）しく同じであると「万物齊同」を説き、道は通じて一と為すと「万物の一体」を言う。。
もう一つの中心概念である「気」は、儒家、道家および医家などにおける共通の基礎であり、気は「中国思想」の特徴である。『老子』第十章は「気を専らにして柔を致（きわ）めて、能く嬰児たらんか」と気の大切さを説き、『荘子』「知北遊篇」は「人の生は気の聚（あつ）まれるなり。聚まれば則ち生と為り、散ずれば則ち死と為る」と、気の集散による死生観を説く。内丹術の世界観は、全宇宙は「気」によって構成されており、人間もまた同様に気から成るという気一元論の立場である。気は物質を構成するとともに生命活動やこころなどの不可視の働きでもあるとする。『易経』は、宇宙の森羅万象を陰と陽が交互に消長する陰陽の変化の過程として説明する一種の自然哲学である。五行の循環によって万物の変化をとらえる五行説と一体化した陰陽五行思想は、宇宙の運行と変化を理解する「概念」（枠組み）とされ、天地万物の一切である「気」の生成変化の事象を説明することに用いられた。気によって成る人間もまた自然と同じく陰陽五行の運行原理に依っている。
『老子』第四十二章の「道は一を生じ、一は二を生じ、二は三を生じ、三は万物を生ず」、或いは『易経』繋辞上伝の「太極→両儀→四象→八卦」は、根源からの天地万物の生成論を説く。道家の道の哲学と儒家の太極の哲学は漢代には結び付けられ、また世界の生成を「気」に担わせる思想が学派を超えて中国思想の共通基盤をなしていた。これによって後漢には、根源たる「道」から先天の一気が生じ、一気は陰陽の二気と成り、陰陽二気は交わり沖和の気を生じ、陰陽沖和の三気から万物が生じたとする、「道」と「気」に基づく天地万物の生成論が説かれるようになった。
内丹術は、人間が生成するときの順序も天地万物が化成するときの順序と同様とする。初めに根源としての父母が交わり、先天の一気が起こり胎児が生じ、一気は神（しん、意識）と気の陰陽二気に分かれ、心（しん）と腎が体にそなわり、性（こころ）と命（からだ）がはっきりしていき、精・気・神の三つが備わって万物としての嬰児が産まれ出る。
内丹術は人体の構成要素とされる 精・気・神を三宝（zh）と呼び、受胎時に父母祖先から受け継ぐ「先天」と、出生以後の「後天」に区分する。
人間は産まれ出て、十二正経の経絡が完成すると奇経八脈が閉じ、「本性」である先天の神（本来の意識、元神）が退いて後天の神（自我意識、識神）が用いられ、生命を維持するために食物と呼吸から得る後天の精・気に頼るようになり、次第に先天の精・気・神を漏失する。年齢を重ね青年に達すると、後天の精・気・神は全盛期に達する。情欲が芽生え、邪念は止まず、男女交感し、陰が増えて陽は消えていく。先天たる自然の「本性」（元神）を忘失し、徒（いたず）らに賢（さか）しらに走り性命を損ない自然の調和を乱す。老年に至ると、先天の元陽（先天の精、生命の源）は消耗して尽き、やがて衰えて老いそして死んでいくと死生観を説明する。
『老子』第二十五章は「大なれば曰（ここ）に逝き、逝けば曰に遠く、遠ければ曰に反（かえ）る」と万物の循環を説き、『易経』は万物を陰陽魚太極図に示される、陰陽の消長する運動体であるとする。仙学では、宇宙の万物にはすべて生成があれば必ず死滅の終わりがあり、一切が止むことがない生死消長の変化の過程とされ、虚無だけが唯一永久不変不滅のものである。虚の中に物はなく、質も象もないから天地が崩壊しても虚空だけは生死を超越し、崩壊することがない。虚無は「道」である。

陰陽魚太極図

『史記』「高祖本紀」で漢の高祖は「命（めい）は天に在り」といい、運命は天が定めたものであり、人の力ではどうにも動かすことができないという。。内丹学は「我が命は我に在りて天に在らず」として、道より与えられた「運命」と「寿命」は自分の力で管理するものであり、天が定めたものではないと説き、いのちあるものの主体性を尊ぶ。
人間は天地万物と同様の自然の原理で成り立ち、精・気・神（広義の気）を蔵して養い育てることができる。『老子』第十六章は「帰根復命」によって、道への復帰をいう。内丹術はこれらに基づいて、「道生一、一生二、二生三、三生万物」という天地万物の生成の「順行」に対し、修煉によって、「三は二となり一と化し道に帰る」という「逆行」に進むことができるとする。人間においては、神は気を生じ気は精となり精は形を成し子孫を生みだすという「神→気→精」が順行の経路であり、「精→気→神→虚」の逆行が根源への復帰であるとした。これが内丹道の説く天地造化の秘密を奪うことである。この「逆修返源」の方法は「順成人、逆成仙」の原則となり、性と命が虚霊である「元神」（本性・本来の真性）にたち帰り、迷いを去り道を得る、万物と感応し道と交わる、永遠の生命たる道まで昇り一体となる修道の基礎理論となった。

## 歴史概況

### 道の思想と養生の誕生
『老子』『荘子』の書は春秋戦国時代の作とされている。『老子』は神秘思想を語った章があり日本では哲学と考えられていたが、現在では何らかの修行を伴ったとする研究者が増えている。『荘子』は道と一体になる手段として「坐忘」「心斎」を説いている。それを承け紀元前から紀元2世紀の『淮南子』までの初期道家で、虚に至る高度な瞑想実践が行われたとする説も発表されている。

『黄帝内経』は春秋時代からの気の思想を受け継ぎ戦国時代から前漢までに完成したと考えられる、人体を対象として深化させた気の医学である。現代の中国医学でも基本とする古典であり、道家思想に基づき陰陽五行思想や天文学を吸収し集大成したものである。医学書と同時に神仙の書として仙道とも密接な繋がりがある。歴史的に医師が道士である例は多く、道教と中医学の関わりは深い。
「行気」は気を行（めぐら）して活力を全身に行き渡らせる術である。戦国初期の出土文物「行気玉佩銘」（zh）には既に行気による養生法が述べられ、導引の発達とともに行気も重視されるようになった。晋代の『抱朴子』「釈滞篇」には房中・服薬とともに三大養生法に挙げられている。梁・唐初期の『養性延命録』は病の箇所に意識で気を導き治療させることを説いている。
「導引」とは身体を屈伸して正気を導き身心を調整する養生術である。春秋時代には既に行われていたと考えられる。1973年に馬王堆漢墓から出土した秦漢代の『導引図』には多数の人物による様々な動作が描かれている。後漢の華佗は禽獣の動作を参考に「五禽戯」（zh）を考案した。隋の巣元方（zh）は『諸病源候論』（zh）で治療に導引を用いている。宋初の『雲笈七籤』は多くの導引法を所収している。
「存思」は様々な対象を想起して気を操作する技法である。隋代の『諸病源候論』は五臓の病に対して相当する光の色を存思して病を癒す法などが記載されている。宋初の『雲笈七籤』には、神々や洞天福地や日月星辰などを思い浮かべて気を取り入れる法などが説かれている。身中に体内神があたかも存在するかのように存思して長生を図る法が魏晋の上清派の『黄帝外景経』などにみえる。

「房中」は男女という陰陽の交わりの術である。1973年に馬王堆三号漢墓から房中術の貴重な文献六点が発掘された。この文献の成立年代は春秋戦国時代にさかのぼるという。漢代には道教に取り込まれ長生の秘術とされた。房中術の「還精補脳」の技法と内丹の関連性を指摘する研究者もいる。房中術は陰丹とも呼ばれた。後代には、房中術を取り入れた系統の「内丹術」も存在する。
「胎息」は胎児が体内にいた時のように、鼻や口に依らないで気を取り入れることを目標にした呼吸法の一種である。呼吸法の歴史は古く、春秋戦国時代の『荘子』「刻意篇」には「吹呴呼吸、吐故納新」と記されている。胎息は『後漢書』「方術伝」に方術士・王真が行ったとの記述がある。晋の『抱朴子』「釈滞篇」にも具体的な修行の様子が説明されている。宋初の『雲笈七籤』には多くの胎息経が所収されている。

### 外丹の流行と没落
外丹術は金石草木を服用する「服食」と呼ばれる古代の神仙方術のひとつの発展形である。『神農本草経』は中国最古の医薬書とされるが本来の目的は仙薬を求めることにあった。初期は草木中心の仙薬であったが、次第に鉱物から人工的に合成したものを不老不死の丹薬として重視するようになり「外丹術」が発展していった。外丹術の萌芽は漢代に登場し、『抱朴子』を著した西晋・東晋の葛洪らによって確立した。葛洪は丹砂・金液などの鉱物から合成した丹薬に最上の価値を置く煉丹術を唱えた。後漢の人とも三国呉の人とも言われる魏伯陽（zh）の『周易参同契』は、汞（水銀）と鉛の配合を煉丹の基本とした。この外丹書は易理を用い、陰陽五行の複合的シンボリズムに基づくさまざまな隠語で煉丹の材料や過程を表現している。「鉛汞」といえば煉丹術の代名詞となり、鉛汞を表す青龍・白虎といった術語は後の内丹術に引き継がれた。『周易参同契』は五代・北宋の頃から内丹道の古典とみなされるようになり、内丹の観点から解釈した注釈書がいくつも作られた。
外丹には水銀化合物や砒素化合物が含まれ、強い毒性があったと考えられる。煉丹術の流行により水銀や水銀化合物を服用して逆に命を縮める人が後を絶たなかった。そのため宋代には鉱物性の丹薬を作る外丹術は衰退していき、唐代より次第に重んじられるようになった内丹術が主流となっていった。外丹術は不老長生の薬を作るという本来の目的では完全な失敗に終わったが、中国の医薬学と化学の発展に貢献した。

### 内丹の興起
内丹術は物理的に丹を作る外丹術から取って代わるように歴史の表舞台に登場した。内丹という語は、南北朝時代の天台宗第二祖南嶽慧思の『立誓願文』に「神丹の薬を足らしめてこの願いを修（おさ）め、外丹の力を藉（か）りて内丹を修めん、衆生を安（やす）んぜんと欲して先ず自（みずか）らを安んずるなり」と見えるのが文献上の初出とされる。ここでは内丹の語の具体的な意味に言及していないが、仏道修行の援けとして芝草や神丹（外丹）を利用し、自分の生を安んじながら禅の修行（内丹）に邁進しよう、との抱負を述べたものとも解される。また、宋代の『南嶽総勝集』叙に「東晋の鄧鬱が内外丹を修めた」との佚文が収載されている。このように、内丹・外丹の別を立てる事例は六朝期にもわずかながらみられるが、まだ内丹の語の定義は決まっておらず、後世と同じ意味での「内なる丹」という概念がいつ頃明確化したのかはよく分かっていない。
文献上知りうる限り、内丹説の骨子は隋代の道士、蘇元朗（zh）によって初めて示されたとされる。『羅浮山志会編』に引かれたその所説には「神丹を心煉に帰する」とあり、すでに性命双修（zh）の思想が表れている。それ以降、内丹は社会に知られることとなり、隋唐期のさまざまな文献に内丹の語が現れるようになった。外丹術が隆盛を極めた唐代には、『上洞心経丹訣』をはじめとして内外丹の双修を説く丹経も多かったが、外丹術は宋代には次第に下火になっていった。これは中毒の事例に対する反省のためとする説もある。それと同時に内丹術が外丹から独立した修行法として確立し、外丹術の衰微と反比例するかのように唐末から宋代にかけて盛んになった。五代の成立とされる鍾離権・呂洞賓の鍾呂派の丹法は、初期の内丹術のひとつの完成した形を示した。経典として『霊宝畢法』があり、『道蔵』太清部に『秘伝正陽真人霊宝畢法』という書名で収められている。その体系は五代の施肩吾の撰とされる北宋の書物『鍾呂伝道集』などに詳しい。後に鍾離権と呂洞賓は全真教の祖師に奉られた。鍾呂派などの本格的な内丹は、先行する行気・導引・存思・胎息などの気の養生術を否定し、内丹説を宣揚する形で登場したが、実際にはそれらの気の技法の組み合わせから総合的に昇華発展したものと考えられている。北宋期には、儒仏道が影響を与え合う三教融合の思潮の時代に禅宗の見性の考え方を取り入れて、紫陽真人張伯端が『悟真篇』（zh）を著し、性命双修を提唱した。この丹経は『周易参同契』と並ぶ内丹の古典となり、南宋以降に北宗・南宗などに分かれる内丹道に規範として影響を与えた。

### 内丹の発展

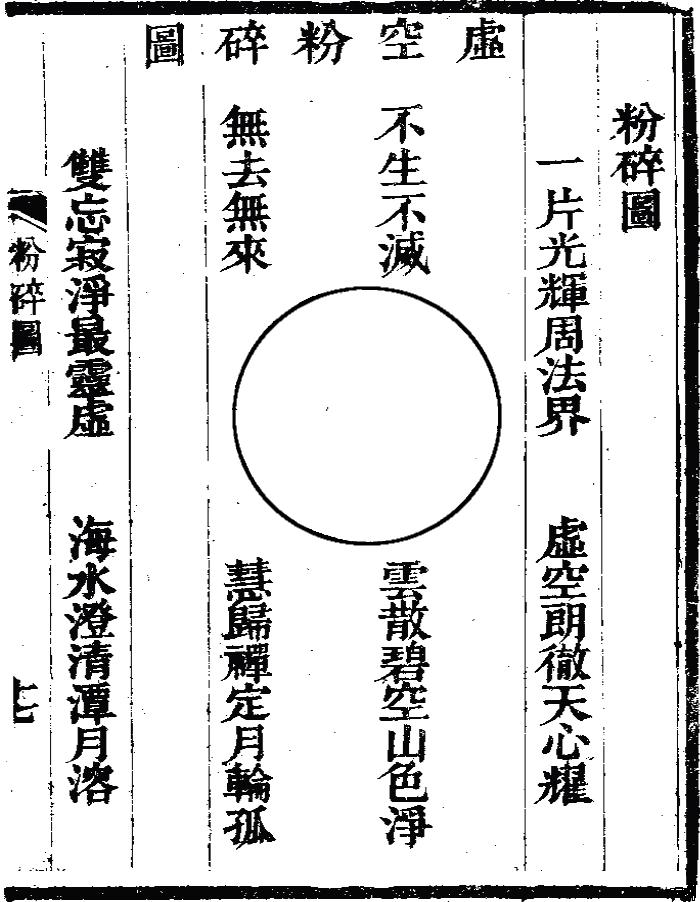
道との合一を表現した『虛空粉碎圖』

金代の王重陽は打坐と内丹を取り入れて全真教を興し、後に北宗（zh）（北派）と呼ばれた。修養は先に性（精神）の修行から始め、次に命（身体）を修煉する先性後命の丹法である。北七真（zh）と称される王重陽の七人の高弟からは丘長春が北宗の最大流派となる龍門派（zh）の祖となった。明末と清代には龍門派より伍守陽（zh）と柳華陽（zh）を輩出し、その独自の丹法から伍柳派（zh）と呼ばれた。これら北派の系譜は内丹道で最も修煉者が多いとされる。先命後性の丹法を創始した張伯端を初代とする五名は南五祖（zh）と称され、この道統は後に全真教の南宗（zh）（南派）と呼ばれるようになった。元代には、李道純（zh）が儒家の所説を大きく取り入れた中派（zh）の内丹道の流派を開いた。明代には各地を雲遊し武当山を主たる本拠地とした張三丰（zh）が三丰派の、神交法の丹法の陸潜虚（zh）が東派（zh）の祖となった。清代には李涵虚（zh）が神交法の西派（zh）を創始した。以上の代表的な流派の他に、支派・分派などを含めて多くの流派がある。
現代の「気功」は内丹術の理論と技術の基礎の一部分が提供され変化したものであり、内丹術は気功の重要な源流の一つとなった。

### 近現代と日本
20世紀前半の民国時代には、後の1961年に中国道教協会会長となる全真教龍門派の学者、圓頓子陳攖寧（zh）が内丹仙学を提唱した。1960年代から1970年代は、文化大革命により伝統文化は否定され、大陸の多くの道観は破壊されて道士の大半は還俗させられた。1980年代以降は徐々に復活しているものの、共産党政府の厳しい統制下にある。
1953年の劉貴珍の『気功療法実践』の出版を契機として、気の養生術が政府の指導の下で「気功」と命名され近代化して復活した。文革による中断を挟みながら1970年代後半から中国で広まっていった。中国全土では古来の多彩な気の技法が気功の名称に統一されて出版紹介と普及を始め、1980年代から1990年代は気功の花開いた時代となった。内丹道では、密かに道士より法嗣と認められた龍門派の王力平（zh）が1980年代からその一端を公開した。しかし1999年の法輪功事件以後、中国政府は新たに制定した健身気功を含む一部の認可した気功以外を禁止として自由な活動を制限したため、中国の状況は以前とは程遠いものとなったが、内丹の修煉を隠れて続けている実践者はいるだろうとしている。

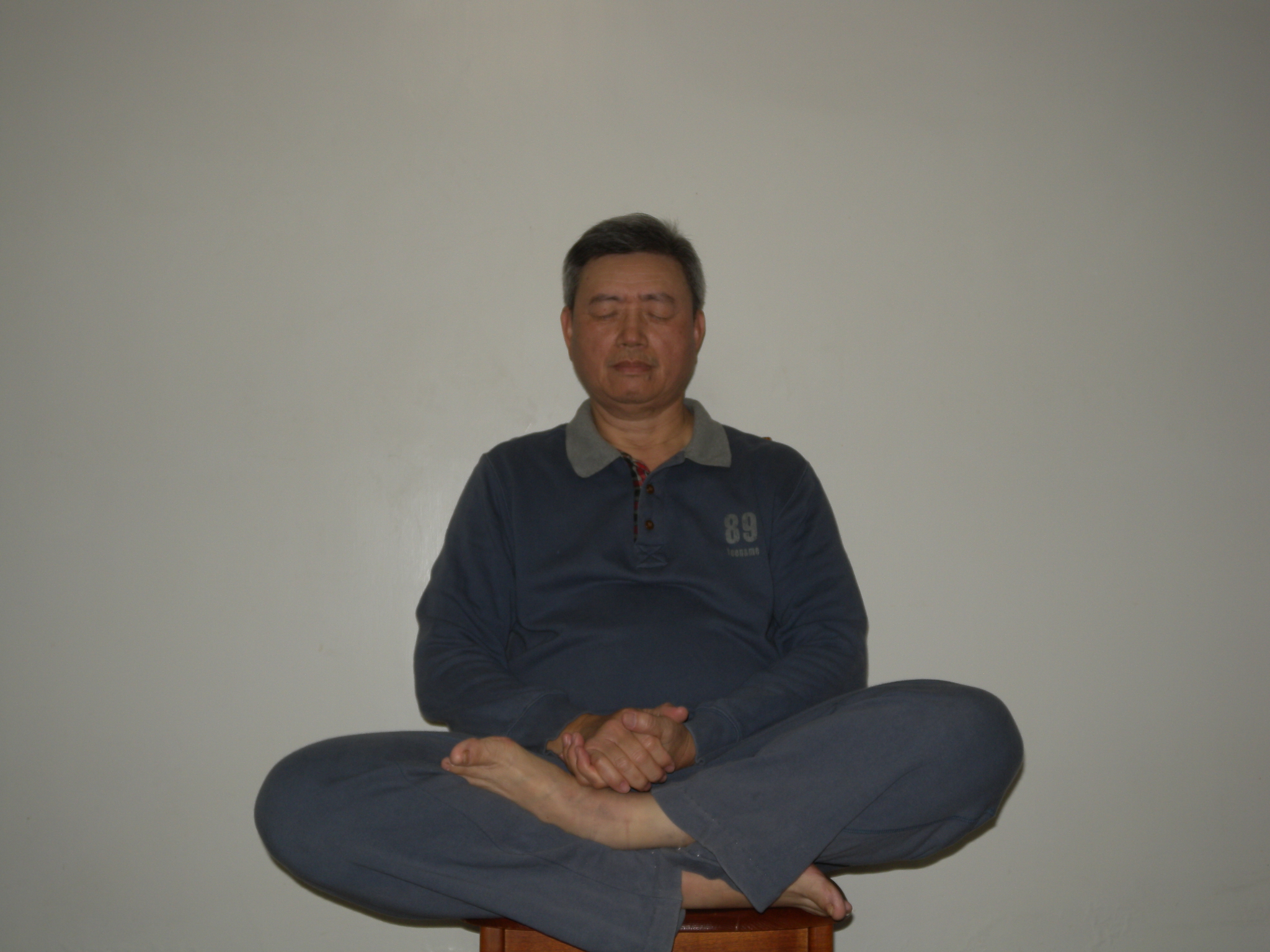
虞陽子台湾隠仙派の弟子:トウ豊洲の打坐

上海仙学院で陳攖寧の教えを受けた虞陽子袁介圭は内丹仙学を台湾に伝えた。日本では1970年頃、台湾人の秦浩人が三峯派の房中派内丹術を日本語の書籍で紹介した。秦浩人の著書を読み、付属の資料を参考にして台湾の「清修派」の内丹仙学の実践家と接触した高藤聡一郎は、1970年代後半から1990年代に内丹術に関する参究書を大陸書房と学習研究社などより発表し、仙道ブームを起こした。また、日本軍の諜報・宣撫活動のため中国で道士となり恒山で修煉し、第二次大戦終戦直後に当時の白雲観の観首に口訣を授けられたという田中教夫（五千言坊玄通子）が、日本に帰国後、「仙道連」という修仙の会を開いた。こうしたことから現代日本では、内丹派の煉丹術を中心とした修行法を「仙道」と呼ぶことが多い。

## 修煉要旨
内丹術の修煉は流派によって異なるが、基本的階梯は「築基」「煉精化気」「煉気化神」「煉神還虚」「還虚合道」の五段階である。
- 築基とは、内丹の行を始めるための基礎を築く準備段階である。（この内容は次の段階に移行しても継続していく修煉である）
  - 肉体面では、気の出入りを管理することで、気のもとになる「精」を増やすことにある。生活サイクルの乱れによる精力の漏出を防ぐ、食生活を改善して食物から充分な精を取り入れるなどを行う。加齢や運動不足等による身体機能の低下は、筋骨を弱め経絡を滞らせ気血の流れを少なくし、精気を減少させる。内丹術では、身体を動かす「気功」などから修煉を始めることが特に推奨されている。
  - 精神面では、修煉を行う時に意識があちこちに分散しないように、また妄想が沸いてそれに意識が振り回されないよう、意識の集中力を高めて心をコントロールする訓練を行う。行為・道徳においては、不正を行わず積極的に良いことを行い、良くない習慣から脱し、徳行に努めることとされている[37]。
- 煉精化気は、いわゆる小周天である。周天は古代中国の天文学の用語で黄道360度を意味する[27]。（三 → 二）
  - 小周天とは、築基によって集めた「精」を、内的な火にかけ丹田で煉ることで「気」に変容させて、体の前後の正中線に沿った経絡である督脈と任脈を逆に周流させる技法である[4]。先天的には開通していた奇経は後天的には閉塞していると考えられ、奇経の内の任脈と督脈は全身の経絡の元締めであり、この二脈を通じさせれば百脈みな通じるとされる[27]。流派によってはこの段階で小薬という丹をつくる。
- 煉気化神は、大薬をつくりだし神（意識）と結びつける大周天の段階である。（二 → 一）
  - 小周天が完成し気が満ちると奇経が通じて体の全経絡を気がめぐり大周天となり、意識が静まっていくと真息という極めて微弱な呼吸の状態に入る。静の極致に至ると一転して眼耳鼻舌身意の六根が内的な幻の刺激を感じる「六根震動」を生じ、「大薬」という丹が生成するという。更に修煉を続けていくと意識は深くなり真息は胎息となり、精・気・神の三花は聚頂して、大薬は聖胎（陽神）に変容する。
- 煉神還虚は、「陽神」を体外に出し、虚空に還す段階である。（一 → 〇）
  - 未だ安定していない本来の自己[4]である聖胎は長く養い三年ほどかけて育てる。陽神（聖胎）は『老子』に基づいて嬰児とも呼称されるが、通常は形や質を備えたものではなく元神である先天の一気そのものである。聚（あつ）まれば形となり散ずれば気となるのが陽神である。時が至れば頭の頂門から外に出し（出神）、少しずつ遠くまで遊ばせる。そして陽神を虚空に還していく[37]。
- 還虚合道は、陽神と肉体を「道」と合一させる最終段階である。（〇）
  - 完成した聖胎を肉体に戻して意識をかけ続けると、肉体と本来の面目[21]である陽神はついに形神合一が成って先天の一気と化し、一気は〇に象徴される虚空へ返本還源して、永遠の生命の根源たる「道」に復帰する。

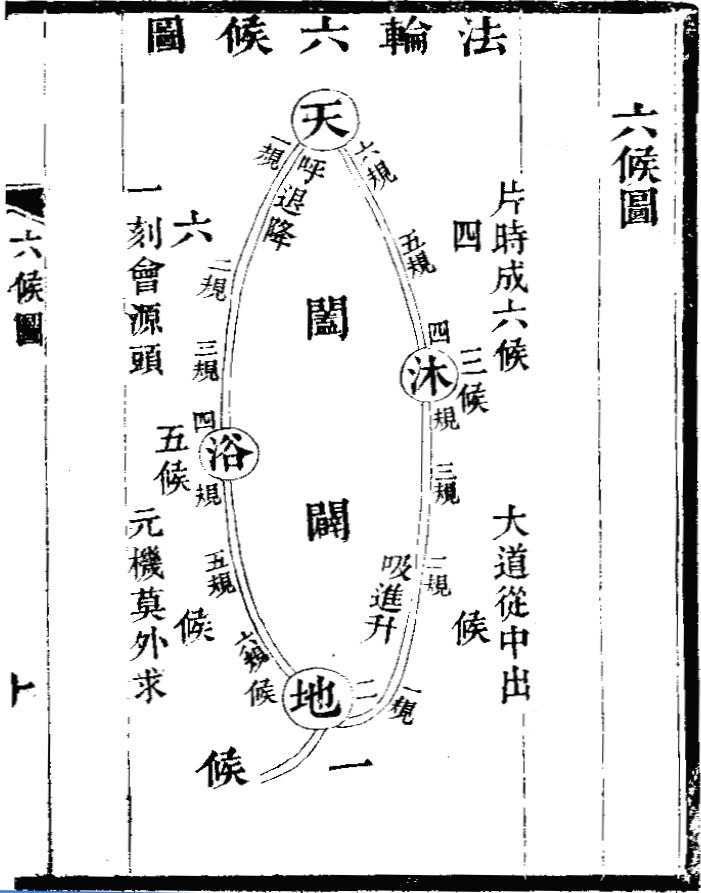
周天を表現した『六候圖』

人間は、目に見える物質としての肉体と、目に見えない精神という二つの要素が密接に関連し合うことにより生命活動が営まれている。性（意識）と命（身体）は根源である道が具現化した先天の一気から作られたものであり、二つは別々のものではなく本は一つであり、性と命は本来分かち難く必ず併せて修煉しなければならない。これを性命双修という。
内丹術や気功の重視する精・気・神は広義には同じ気で様態の違いとしており、他の修行体系にある複数の身体が層や次元をなして存在する身体観とは異なった、中国伝統の一切を気とする一元的身体観である。
修煉は、一般的に個人で行い「禁欲」を原則とする「清修」である。基本的には結跏趺坐などの「坐法」で脊柱を上へ伸ばし、命門を開き、臍下に手を重ね置くスタイルを取る。この際、内視（半眼微笑で丹田を内側から見下ろす）を行うことや、男性は左手を、女性は右手を上に重ねておくなどといった細かい要訣がある。男女の身心の違いから修煉法が異なるという（男丹・女丹）。本来は意念を使わず、入静状態の中で僅かに丹田を診る（聞く）のみだが、近代にはイメージ等を使って功を早める方法をとる流派が多く誕生している。しかしイメージ等を使う場合は偏差になる危険性が多く、伝統的流派では否定されている。
内丹術は一般に静かに心を落ち着けて坐禅のような静的姿勢で修煉を行う。これを「静功」と呼ぶ。心と体は静かで、気は動いていなければならないとして「外静内動」という。静功は心を静かにさせ意念を高めやすいが、気を強化することは難しい面がある。一方、身体を動かすことを主体とする気功や導引は、動作によって内気の運行を促進する。筋骨は精気から形づくられたものであり、経絡を構成して気血を流通させる。筋骨を鍛えることは精気を強め、肢体を動かすことは経絡をよく開いて気の疎通をはかどらせる効果がある。この時、体は動いても心は静かであることを求めるので「外動内静」という。静を主体とする功法と、動を主体するものは単独では不足する面があり、両者を修煉することで効果を高めることができる。陳泥丸の丹書『翠虚篇』は、動中に静を求めて、静中には為すこと有り、として動静を共に行い掌握することを説いており、内丹術での「動静結合」を要求している。
「道」とは気の根源であり、「気」を媒介にして道は感じ取るものとしており、「道」とは「自力」で究めていくものであるとして、禅や気功の修行と同様に信仰は必要とされていない。